# Imunodifuzia radială dublă Ouchterlony
Imunodifuzia radială dublă Ouchterlony este o tehnică de analiză în imunologie în care antigenul și anticorpul difuzează radial din godeuri practicate la distanțe convenabile în stratul de gel. În zona dintre godeuri unde reactanții au realizat cantități echivalente apare o linie de precipitare. Metoda este utilizată pentru caracterizarea antigenului dintr-un amestec. 